# بلوار لاس وگاس
بلوار لاس وگاس (انگلیسی: Las Vegas Boulevard) یکی از مشهورترین خیابان‌های جهان در شهر لاس وگاس، ایالات متحده آمریکا است.
این خیابان که ۸۲.۷ کیلومتر طول دارد بیشتر به دلیل وجود قمارخانه و کازینوهای آن همچون هتل و کازینوی مندلی بی و سیرکوس سیرکوس لاس وگاس شناخته میشود.